# Гопеш
Гопеш (мкд. Гопеш) је насеље у Северној Македонији, у јужном делу државе. Гопеш припада општини Битољ.

## Географија
Насеље Гопеш је смештено у јужном делу Северне Македоније. Од најближег већег града, Битоља, насеље је удаљено 25 km западно.
Гопеш се налази у области Ђаваткол, планинске области између Пелагоније и басена Преспанског језера. Насеље је смештено високо, на источним висовима планине Бигле, док се источно од села пружа клисура речице Шемница. Надморска висина насеља је приближно 1.110 метара.
Клима у насељу је планинска због знатне надморске висине.

## Становништво
Гопеш је према последњем попису из 2021. године био 1 становник.
| Национални састав према попису из 2021.‍ | Национални састав према попису из 2021.‍ | Национални састав према попису из 2021.‍ | Национални састав према попису из 2021.‍ | Национални састав према попису из 2021.‍ |
| --------------------------------------- | --------------------------------------- | --------------------------------------- | --------------------------------------- | --------------------------------------- |
|                                         |                                         |                                         |                                         |                                         |
| Аромуни                                 | Аромуни                                 |                                         | 1                                       | 100%                                    |

Већинска вероисповест било је православље.

## Галерија
- Олатар цркве Светог Сотира у Гопешу, 1898—1912. године